# Badminton bei den Gay Games
Badminton gehört bei den Gay Games zu den Sportarten, die nicht ständig im Programm der Spiele standen. Erst bei der fünften Austragung 1998 in Amsterdam gelangte der Sport in das Programm der Spiele. Bei allen weiteren Auflagen der Gay Games fanden ebenfalls Badmintonwettbewerbe statt.

## Austragungsorte
| Spiele | Jahr      | Austragungsort           |
| ------ | --------- | ------------------------ |
| I-IV.  | 1982–1994 | ohne Badminton           |
| V.     | 1998      | Amsterdam                |
| VI.    | 2002      | Sydney                   |
| VII.   | 2006      | Chicago                  |
| VIII.  | 2010      | Köln                     |
| IX.    | 2014      | Cleveland/Akron          |
| X.     | 2018      | Paris                    |
| XI.    | 2023      | Hongkong und Guadalajara |

## Die Sieger der höchsten besetzten Kategorie
Anmerkung: Kategorie in Klammer nach Name
| Saison    | Herreneinzel           | Dameneinzel       | Herrendoppel                           | Damendoppel                      | Mixed                                |
| --------- | ---------------------- | ----------------- | -------------------------------------- | -------------------------------- | ------------------------------------ |
| 1982 1994 | ohne Badminton         | ohne Badminton    | ohne Badminton                         | ohne Badminton                   | ohne Badminton                       |
| 1998      | Ronald Paokie (T)      | Petra Tobien (T)  | David King Ronald Paokie (T)           | Gina Gomez Elaine Teoh (A)       | Ronald Paokie Elaine Teoh (T)        |
| 2002      | Thomas Andersen (A)    | Caroline King (A) | Alain Rouyer Eddy Chi (B)              | Nicky Williams Sue Jackson (B)   | Olivier Gest Steffanie Kühn (B)      |
| 2006      | Dexter Giffard (T)     | Suanne Au (A)     | Mark McCanney Mark Scrivener (A-T)     | Suanne Au Cindy Lee (A)          | David King Cindy Lee (A-T)           |
| 2010      |                        | Kerstin Steffens  | Stefan Biehl Michael Reininghaus (A-T) | Chen Chia-yi Hsieh Wei-chan (A)  | Soenke Bergmann Beke Recht (T)       |
| 2014      | Daniel Leblanc (A-T)   | Tarra Brazeau (A) | Daniel Leblanc Kun Deng (A)            | Tarra Brazeau Kathryn Bobbie (A) | Daniel Leblanc Tarra Brazeau (A)     |
| 2018      | Cormac O'Miochain (A+) | Elena Kwok (A+)   | Coulson Harvey (A+)                    | Ee-Jun Ban Elena Kwok (A+)       | Cormac O'Miochain Michelle Wong (A+) |